# 拉埃雷拉
拉埃雷拉，是西班牙卡斯蒂利亚-拉曼恰自治区阿尔瓦塞特省的一个市镇。 总面积63km², 总人口380人（2001年），人口密度6人/km²。